# Pamlico County
Pamlico County ist ein County im Bundesstaat North Carolina der Vereinigten Staaten. Der Verwaltungssitz (County Seat) ist Bayboro, das nach seiner Lage am Bay River benannt wurde.

## Geographie
Das County liegt im Osten von North Carolina, ist durch die vorgelagerten Halbinseln vom Atlantik getrennt und hat eine Fläche von 1467 Quadratkilometern, wovon 594 Quadratkilometer Wasserfläche sind. Es grenzt im Uhrzeigersinn an folgende Countys: Beaufort County, Hyde County, Carteret County und Craven County.

## Geschichte
Pamlico County wurde 1872 aus Teilen des Beaufort County gebildet. Benannt wurde es nach einem Indianerstamm.

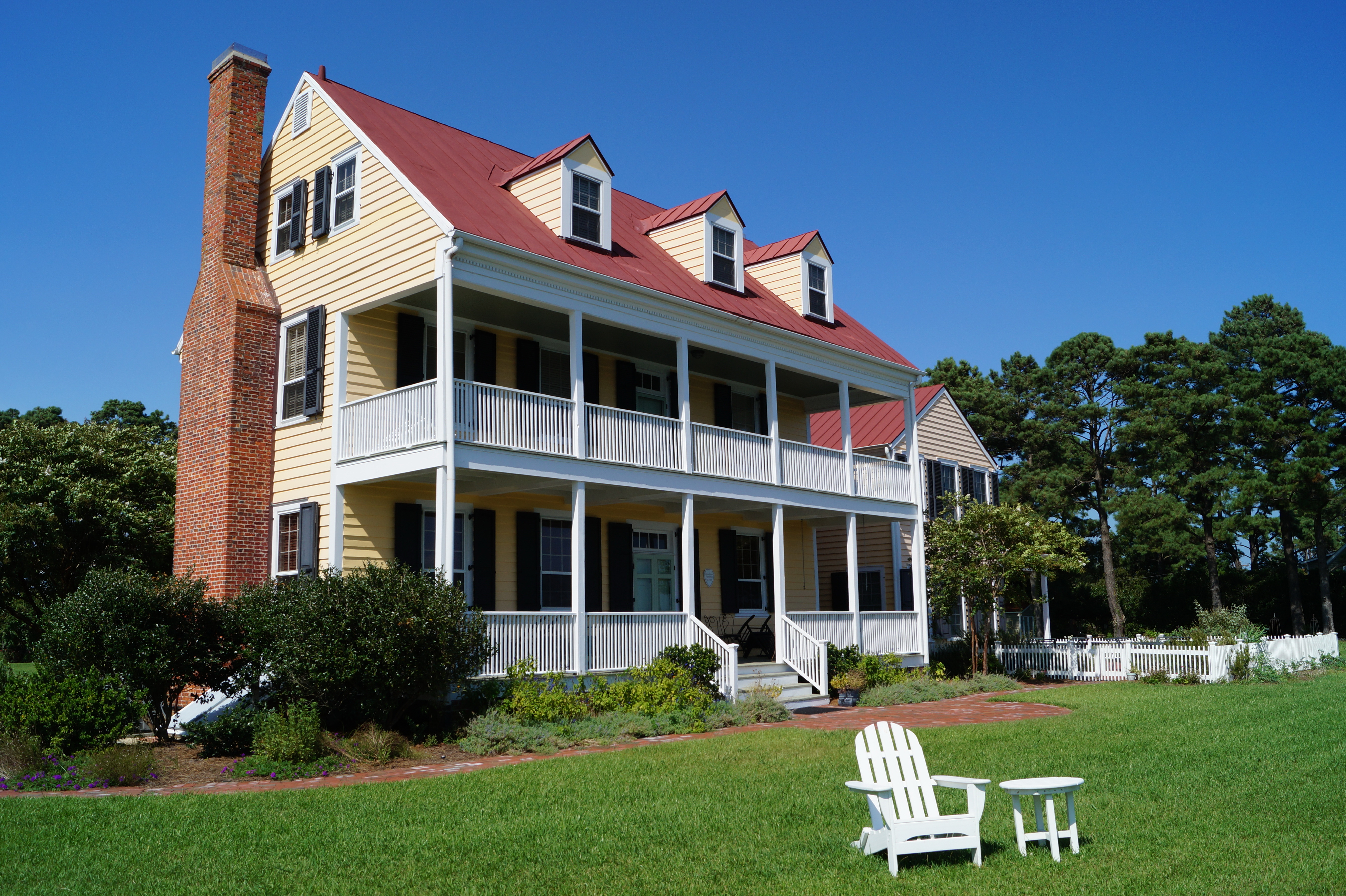
Die China Grove (2014)

Ein Bauwerke des Countys ist im National Register of Historic Places eingetragen (Stand 11. März 2018), die Plantage 
China Grove.

## Demografische Daten
Nach der Volkszählung im Jahr 2000 lebten im Pamlico County 12.934 Menschen in 5.178 Haushalten und 3.717 Familien. Die Bevölkerungsdichte betrug 15 Einwohner pro Quadratkilometer. Ethnisch betrachtet setzte sich die Bevölkerung zusammen aus 73,17 Prozent Weißen, 24,57 Prozent Afroamerikanern, 0,53 Prozent amerikanischen Ureinwohnern, 0,38 Prozent Asiaten, 0,02 Prozent Bewohnern aus dem pazifischen Inselraum und 0,59 Prozent aus anderen ethnischen Gruppen; 0,74 Prozent stammten von zwei oder mehr Ethnien ab. 1,32 Prozent der Bevölkerung waren spanischer oder lateinamerikanischer Abstammung.
Von den 5.178 Haushalten hatten 25,2 Prozent Kinder unter 18 Jahren, die bei ihnen lebten. 56,6 Prozent davon waren verheiratete, zusammenlebende Paare, 11,5 Prozent waren allein erziehende Mütter und 28,2 Prozent waren keine Familien. 25 % waren Singlehaushalte und in 12,1 Prozent lebten Menschen mit 65 Jahren oder älter. Die Durchschnittshaushaltsgröße betrug 2,38 und die durchschnittliche Familiengröße war 2,81 Personen.
21,1 Prozent der Bevölkerung waren unter 18 Jahre alt, 6,4 Prozent zwischen 18 und 24 Jahre, 25,8 Prozent zwischen 25 und 44 Jahre, 28 Prozent zwischen 45 und 64, und 18,8 Prozent waren 65 Jahre alt oder älter. Das Durchschnittsalter betrug 43 Jahre. Auf 100 weibliche Personen kamen 101,4 männliche Personen. Auf 100 Frauen im Alter von 18 Jahren oder darüber kamen 99,8 Männer.
Das jährliche Durchschnittseinkommen eines Haushalts betrug 34.084 US$, das jährliche Durchschnittseinkommen einer Familie betrug 41.659 US$. Männer hatten ein durchschnittliches Einkommen von 31.806 US$ gegenüber Frauen mit 21.344 US$. Das Prokopfeinkommen betrug 18.005 US$. 15,3 Prozent der Bevölkerung und 11,8 Prozent der Familien lebten unterhalb der Armutsgrenze. 24,2 Prozent von ihnen waren Kinder und Jugendliche unter 18 Jahre und 13,4 Prozent waren 65 Jahre oder älter.